# Metamorphosis (manga)
Metamorphosis (変身 Henshin, n.đ. 'Biến thân'), tựa đề ban đầu là Emergence (n.đ. 'Sự giải thoát'), phổ biến với dãy số "177013", là một bộ manga hentai được viết bởi mangaka người Mỹ gốc Nhật Shindo L. Bộ truyện được xuất bản trong khoảng thời gian từ tháng 7 năm 2013 đến tháng 3 năm 2016. Metamorphosis đã thu hút đông đảo người dùng theo dõi trên các nền tảng trực tuyến nhờ cốt truyện nghiệt ngã và u tối và sau đó dần dần trở thành một meme trên mạng internet.

## Cốt truyện
Yoshida Saki (吉田咲), một nữ sinh cấp 3 năm nhất trước đây không có cuộc sống xã hội do sự tự ti và nhút nhát của bản thân với mong muốn lột xác trở thành một con người khác sau khi tối nghiệp cấp hai, bằng những hành động như học cách trang điểm, đeo kính áp tròng để trở nên dễ thương hơn so với tạo hình hồi xưa của mình. Vào ngày đầu tiên của năm nhất tại ngôi trường cấp 3, cô đã kết bạn với hai người và dành thời gian cho họ sau giờ học. Trên đường về, sau khi chia tay hai người bạn, cô gặp một người con trai ở cửa hàng tiện lợi, người này đã khen ngợi ngoại hình của cô và mời cô đi hát karaoke. Trong hộp karaoke, người này cho Saki rượu, ma túy và cưỡng hiếp cô rồi bao biện cho tất cả những điều mà anh ta làm với lý do đó là tình cảm anh ta dành cho cô. Người này sau đó đã đưa Saki số điện thoại của mình vào máy của cô. Trên đường đi học về và tỉnh lại, cô nhận được tin nhắn của một người đàn ông với tên là Hayato. Cả hai bắt đầu hẹn hò và cô nhanh chóng trở nên nghiện quan hệ tình dục trong khi sử dụng ma túy.
Trong một lần trò chuyện với những người bạn của mình, khi cô nói rằng bản thân không được khá giả như những gì mọi người vẫn thường thấy, một người quen trong trường đã khuyên cô nên thử hẹn hò bù đắp. Saki chấp nhận và vào cuối tuần, cô có cuộc hẹn với một người đàn ông lớn tuổi tên Kumagai. Sau khi ăn tối cùng người đàn ông này, cô được trở đến một khách sạn, nơi cô trả tiền để thực hiện những hoạt động tình dục với ông ta. Bỏ qua mọi cảm giác tội lỗi, cô về nhà muộn và tỏ vẻ mặt bơ phờ trước khi mẹ cô chấn an cô rằng dù mọi chuyện có ra sao thì bà cũng sẽ luôn ở bên cạnh cô.
Tại trường học, Saki bị tiếp cận bởi một số học sinh nam, những người này đã cho cô xem bức ảnh của cô với người đàn ông Kumagai mà cô đã quan hệ tình dục trước đó. Họ sau đó đã tổng tiền cô và ép cô thực hiện những hoạt động tình dục với họ.
Cha của Saki sau đó bị sa thải, ông đã uống rất nhiều rượu và cưỡng hiếp Saki trong chính phòng của cô ấy. Mẹ của Saki đã phát hiện ra vụ cưỡng hiếp và dưới góc nhìn của người cha, ông ta đã cố xoay chuyển tình thế câu chuyện về một hướng bất lợi cho Saki và dần dần đổ hết trách nghiệm lên đầu con gái của mình với lý do chính Saki là người đã quyến rũ ông ta. Mẹ Saki vứt bỏ lời hứa xưa, không cho phép cô giải thích rồi chửi mắng và đánh đập cô. Đáp lại, Saki đã bỏ nhà đi.
Bị đuổi khỏi nhà, Saki bỏ học và theo đuổi cuộc sống với Hayato, một người đang gánh trên lưng khoảng nợ lên tới tám triệu yên tại một quán bar heroin ở địa phương. Cô hứa sẽ giúp Hayato trả khoản nợ cho chủ quán bar, ông Obata, người đe dọa sẽ giết Hayato nếu anh ta không trả nợ. Saki không có tiền để trả và những vị khách của quán bar nắm bắt lấy cơ hội trả tiền cho cô ấy để thực hiện hoạt động mại dâm để Saki kiếm tiền.
Giờ đây, Saki có ngoại hình như một Gyaru, cô đã mang thai sau nhiều lần quan hệ tình dục khác nhau. Hayato lúc đó đã thuyết phục cô phá thai và cô nhanh chóng quay lại với Kumagai, người không mấy hài lòng với những thay đổi hiện tại của cơ thể cô. Ép cô phải làm những công việc ngày càng sa đọa để có thể kiếm được số tiền mà cô cần.
Obata và những nhân viên khác tại quán bar sau đó đã tấn công tình dục Saki, tiêm heroin vào cơ thể cô để khiến cô vâng theo những lời mà hắn nói. Cô nhanh chóng mắc chứng nghiện, từ bỏ việc trả nợ cho Hayato để mua ma túy. Khi Saki bị cướp và Hayato tìm thấy ma túy trong ví của cô, Hayato đã trở nên tức giận, đuổi Saki đi và khiến cô trở thành người vô gia cư.
Sau đó, cô được tìm thấy bởi những người vô gia cư khác trong công viên. Lần này, cô tiếp tục bị cưỡng hiếp và vào ngày hôm sau, cô phát hiện mình tiếp tục mang thai lần nữa nhưng với lần này cô đã quyết định giữ lại cái thai, thề với bản thân rằng sẽ bỏ ma túy và trở nên tốt đẹp hơn. Cô tiếp tục hành nghề mại dâm để kiếm tiền, với cái giá phải trả là hạnh phúc của đứa con mà cô đang mang trong bụng. Cô sau đó vẫn tiếp tục sử dụng heroin.
Saki sau đó tích góp được một số tiền để trang trải tương lai cho đứa con trong bụng, số tiền này được cô cất giữ trong một chiếc túi vải thô trong tủ đựng tiền xu công cộng. Saki sau đó tình cờ gặp lại những người bạn học cũ, những người này cho rằng số tiền cô kiếm được là tiền ăn cắp và không tin rằng cô có thể kiếm được nhiều tiền như vậy. Họ sau đó cưỡng hiếp cô, đánh vào bụng cô với ý định giết chết đứa bé. Cô tình cờ sau đó vào nhà tắm công cộng với máu chảy đầm đìa, kinh hoàng trước hình tượng con người mà mình đã thành, cô làm vỡ tấm gương và tự sát bằng toàn bộ số heroin mà cô có. Câu chuyện kết thúc bằng cái nhìn thoáng qua về cuộc sống của Saki sẽ trông ra sao nếu cô ấy mang thai đứa bé kia đủ tháng và cuối cùng là cảnh kính của Saki nằm trên phòng tắm giữa những giọt máu.

## Ấn phẩm
Henshin lần đầu được đăng trên tạp chí Comic X-Eros của Nhật Bản trong khoảng thời gian từ ngày 26 tháng 7 năm 2013 đến 26 tháng 3 năm 2016. Sau đó, bộ truyện được thu thập và xuất bản dưới định dạng tankōbon vào ngày 31 tháng 5 năm 2016, và phiên bản bìa mềm được xuất bản vào ngày 30 tháng 6 năm 2016. FAKKU, nhà xuất bản hentai tiếng Anh lớn nhất thế giới đã xuất bản nó dưới tựa Metamorphosis trực tuyến vào ngày 27 tháng 10 năm 2016 và vật lý vào tháng 2 năm 2017; phiên bản bìa cứng "Hard Edition" đã được công bố tại Anime Expo 2022 và được phát hành vào tháng 12 cùng năm đó.

## Đón nhận
Các nhà phê bình đã mô tả Metamorphosis là rất u tối và khó đọc tuy nhiên cũng đồng thời khen ngợi cốt truyện và chất lượng biên tập. Một nhà phê bình đã chỉ trích gay gắt các cảnh quan hệ tình dục trong truyện dường như không phục vụ mục đích nào ngoài trừ là sự vi phạm ranh giới xã hội và đặt ra dấu hỏi cho giá trị của tác phẩm khi người này không thấy bắt cứ thông điệp hay giá trị đạo đức cơ bản nào.
Một số họa sĩ manga đã tạo ra các tác phẩm phái sinh dựa trên Metamorphosis.

## Phân tích
Shindo L cho biết tựa truyện ban đầu được ông lấy cảm hứng từ một truyện ngắn cùng tên, The Metamorphosis, của tiểu thuyết gia người Đức Franz Kafka. Trong đó, cốt truyện xoay quanh những chủ đề đen tối và sự biến đổi. Trong lời bạt của tựa manga, ông cũng viết rằng Metamorphosis sẽ khắc hoạ "sự quyến rũ" của một nhân vật nữ chính đáng thương.

## Thông tin thư mục
- Shindo, L (biên kịch, họa sĩ). 変身 (26 tháng 3, 2016), Wanimagazine., (tiếng Nhật),
- Shindo, L (biên kịch, họa sĩ). Metamorphosis (10 tháng 11, 2016), Fakku., ISBN 978-1-63442-060-0, (tiếng Anh).